# IC 982
IC 982 هو اصطدام مجري، يقع في كوكبة العواء، يقدر بعده عن مجرة درب التبانة بنحو 245 مليون سنة ضوئية، وقد تم اكتشافه في 27 مايو 1891.

## روابط خارجية
- IC 982 على موقع ويكي سكاي: DSS2, SDSS, GALEX, IRAS, Hydrogen α, X-Ray, Astrophoto, Sky Map, Articles and images